# Локкенхаус
Локкенхаус (нем. Lockenhaus) — город в Австрии, в федеральной земле Бургенланд.
Входит в состав округа Оберпуллендорф. Население составляет 1991 человек (на 31 декабря 2005 года). Занимает площадь 58,9 км². Официальный код — 10809.

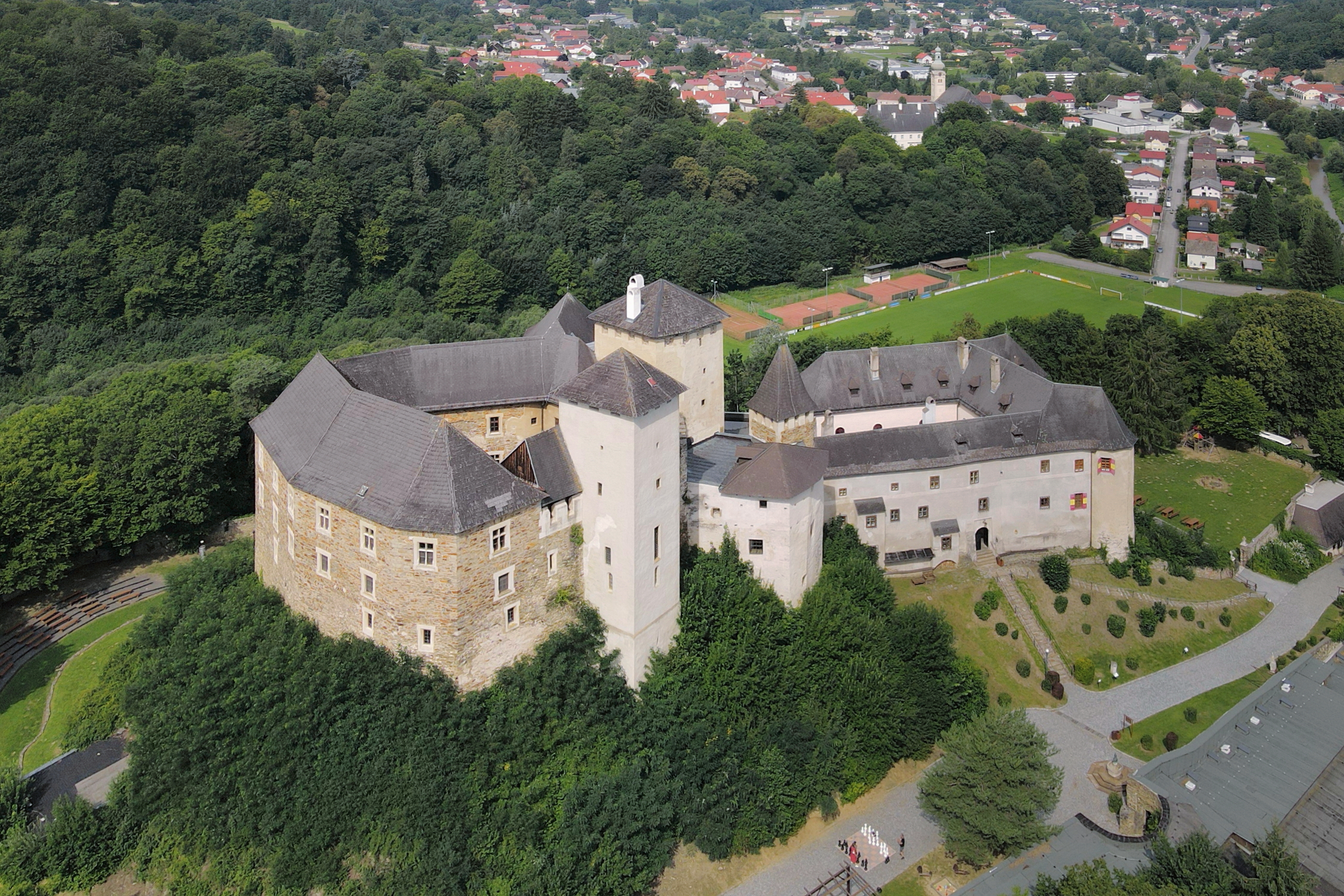
Замок Локкенхаус

## Политическая ситуация
Бургомистр коммуны — Вернер Бреннер (СДПА) по результатам выборов 2007 года.
Совет представителей коммуны (нем. Gemeinderat) состоит из 23 мест.
- СДПА занимает 13 мест.
- АНП занимает 10 мест.

## Достопримечательности
- Локкенхаус — старинный дворцово-замковый комплекс.